# Hôtel Guilhon
L’hôtel Guilhon est un édifice construit du XVIIe siècle au XVIIIe siècle, situé dans la commune de Lectoure, dans le département français du Gers en région Occitanie.

## Histoire
L'hôtel actuel est bâti sur une maison de vieux Lectoure, pour la famille de Bastard. Dominique de Bastard (1694-1729), ancien officier, juge-mage et lieutenant au Présidial de Lectoure, en hérite.
À sa mort, le 7 mars 1729, ses enfants, mineurs, François-Dominique, seigneur de Saint-Denis et de l'Île Chrétienne, grand-maître des Eaux et Forêts de Guyenne et de Béarn. (1724-1803), Jean, François, Marie-Marguerite de Bastard (1723-1766), veuve de Louis de Castaing, seigneur du Mirail, lieutenant-général-criminel au présidial de Lectoure, et Marie-Josèphe-Catherine, en héritent sous la tutelle de Jean Florimond, exécuteur testamentaire.
Le 17 décembre 1763, François-Dominique et Marie-Marguerite, seuls survivants de la fratrie, vendent l'hôtel à François Pepet-Lacoutrade (1705-1767), chirurgien lectourois alors connu sous le nom plus harmonieux de Lacoutrade de Mauléon, pour la somme de 10 000 livres. Ce dernier doit sa fortune à son frère, Pierre Pepet-Lacoutrade, chirurgien-major de la Compagnie des Indes aux Hôpitaux de l'Île de France, mort sans alliance en 1757.
François Pepet-Lacoutrade meurt quatre ans plus tard et institue sa fille aînée Pétronille comme légataire universelle. Celle-ci avait épousé en 1763 un jeune capitaine au régiment d'Eu de la petite noblesse d'Auvillar, Pierre-Antoine Reynard de Longpré (1737-1819), chevalier de Saint-Louis, fils de Michel Reynard de Peyrelard de Longpré, capitaine au régiment des Grenadiers de France, chevalier de Saint-Louis lui aussi, vétéran, ayant servi sous les ordres du Maréchal de Saxe au siège de Berg-op-Zoom. L'hôtel est alors rebaptisé hôtel de Longpré.  
Leur petite-fille, Sophie de Longpré épouse Bernard Descamps, député du Gers, le 5 octobre 1790 en l'église du Saint-Esprit de Lectoure. 
À la fin du XIXe siècle, l'hôtel est revendu par Albert Descamps, petit-fils de Bernard, à la famille Guilhon. Celui-ci passe par alliances aux familles Darquier puis Bax.
Rénové en 2015, il accueille depuis, des chambres d'hôtes.

## Architecture
Le grand porche est de style Régence, tout comme la maison. Il reste des boiseries et des cheminées de l'époque au rez-de-chaussée.

## Sources
- Les Pepet-Lacoutrade, une famille de chirurgiens lectourois, Henri Touzet.
- L'Hôtel de Longpré, A. Piéchaud, 2015.
- François Pepet-Lacoutrade et sa descendance - Généalogie d'A. Piéchaud